# Paradoxa de Hilbert-Bernays
La paradoxa de Hilbert-Bernays és una peculiar paradoxa que pertany a la família de les paradoxes de la referència (com la paradoxa de Berry). Rep el seu nom en honor de David Hilbert i Paul Bernays.

## Història
La paradoxa apareix en el llibre Grundlagen der Mathematik, de Hilbert i Bernays, els quals l’usen per demostrar que una teoria suficientment forta i consistent no pot contenir el seu propi functor de referència. Tot i que ha passat desapercebuda durant gran part del segle xx, recentment s’ha redescobert i se l’ha apreciat per les peculiars dificultats que presenta.

## Formulació
Així com la propietat semàntica de la veritat sembla estar regida per l’esquema naïf:
(T) L’oració ‘P’ és vertadera si, i només si, P
(en el qual les cometes simples refereixen a l’expressió lingüística que apareix entre elles), la propietat semàntica de la referència sembla estar regida per l’esquema naïf:
(R) Si a existeix, el referent del nom ‘a’ és idèntic a a
Tanmateix, suposem que per a cada expressió e del llenguatge, el llenguatge també conté un nom <e> per a aquesta expressió, i considerem un nom h per als nombres (naturals) que compleixi la següent condició:
(H) <h> és idèntic a ‘(el referent de <h>)+1’
Suposem que, per a algun nombre n:
(1) El referent de <h> és idèntic a n
Aleshores, segurament, el referent de <h> existeix, igual com també existeix (el referent de <h>)+1. Aleshores, segons (R), se segueix que:
(2) El referent de ‘(el referent de <h>)+1’ és idèntic a (el referent de <h>)+1
Per tant, segons (H) i el principi d’indiscernibilitat dels idèntics, es compleix que:
(3) El referent de <h> és idèntic a (el referent de <h>)+1
Però, amb dues aplicacions més de la indiscernibilitat dels idèntics, (1) i (3) impliquen:
(4) n és idèntic a n+1
Desgraciadament, (4) és absurd, ja que cap nombre és idèntic al seu successor.

## Solucions
Donat que, segons el lema diagonal, qualsevol teoria que sigui suficientment forta ha d’acceptar quelcom similar a (H), l’única forma d’evitar l’absurditat consisteix o bé en rebutjar el principi de referència naïf (R) o bé en rebutjar la lògica clàssica (la qual valida el raonament des de (R) i (H) fins a l’absurditat). Segons la primera proposta, el que es diu sobre la paradoxa del Mentider s’aplica de forma similar a la paradoxa de Hibert-Bernays. En canvi, aquesta paradoxa presenta dificultats peculiars per a moltes de les solucions que segueixen la segona proposta. Per exemple, algunes de les solucions a la paradoxa del Mentider que rebutgen el principi del terç exclòs (el qual no s’usa en la paradoxa de Hilbert-Bernays) han negat que existeixi el referent de h; algunes de les solucions a la paradoxa del Mentider que rebutgen el principi de no contradicció (el qual tampoc s’usa en la paradoxa de Hilbert-Bernays) han afirmat que h refereix a més d’un objecte.